# Љубно об Савињи
Љубно об Савињи (словен. Ljubno ob Savinji) је градић и управно средиште општине Љубно, која припада Савињској регији у Републици Словенији.
По попису становништва из 2011. године, насеље Љубно об Савињи имало је 1.104 становника.